# Sarah Zerbes
Sarah Livia Zerbes (prononcé : [tsɛrbɛs], née le 2 août 1978) est une mathématicienne allemande, spécialiste de théorie algébrique des nombres à l'university College de Londres. Ses intérêts de recherche incluent les fonctions L, les formes modulaires, la théorie p-adique de Hodge (en) et la théorie d'Iwasawa et son travail a conduit à de nouvelles perspectives sur la conjecture de Birch et Swinnerton-Dyer, qui prédit le nombre de points rationnels sur une courbe elliptique par le comportement d'une fonction L associée.

## Formation et carrière
Sarah Zerbes fait ses études à l'Université de Cambridge, dont elle est diplômée en mathématiques avec mention très bien en 2001 et passe la troisième partie des Mathematical Tripos, avec mention, en 2002. Elle poursuit ses études par un doctorat préparé à Cambridge. Alors qu'elle est doctorante, elle est assistante à l'université de Ratisbonne pendant un trimestre en 2003 et boursière Marie Curie à l'Institut Henri-Poincaré à Paris durant un bimestre en 2004. Elle soutient sa thèse, intitulée Selmer groups over non-commutative p-adic Lie extensions, supervisée par John Coates en 2005,.  
Elle poursuit sa formation postdoctorale en tant que boursière Hodge à l'Institut des hautes études scientifiques à Bures-sur-Yvette en France, puis en tant que boursière Chapman à l'Imperial College London. En 2008, elle est chercheuse postdoctorale titulais d'une bourse du Engineering and Physical Sciences Research Council (en) et enseignante à l'université d'Exeter, puis elle occupe un poste similaire à l'University College de Londres de 2012 à 2014. En 2014, elle est chercheuse invitée au Mathematical Sciences Research Institute de Berkeley puis revient à l'University College de Londres, d'abord comme maître de conférences de 2014 à 2016, puis comme professeure depuis 2016. 
Sarah Zerbes siège au conseil scientifique de la London Mathematical Society de 2016 à 2018 et elle est membre du comité éditorial de la revue Mathematika publiée par la LMS.

## Prix et distinctions
Sarah Zerbes obtient le prix Philip-Leverhulme en 2014, conjointement avec son mari David Loeffler, mathématicien de l'université de Warwick qui est également son collaborateur de recherche. En 2015, ils obtiennent le prix Whitehead « pour leur travail en théorie des nombres, en particulier pour leur découverte d'un nouveau système d'Euler, et pour leurs applications de celui-ci aux généralisations de la conjecture de Birch – Swinnerton-Dyer ».